# Tư Mã Chiêu
Tư Mã Chiêu (chữ Hán: 司馬昭; 211 – 6 tháng 9, 265), biểu tự Tử Thượng (子上), là một chính trị gia, quân sự gia, một quyền thần trứ danh thời kì cuối của nhà Tào Ngụy thời Tam Quốc trong lịch sử Trung Quốc.
Ông tiếp nối cha Tư Mã Ý và anh trai Tư Mã Sư, chấp chưởng quyền lực dòng họ Tư Mã, nắm vị trí cao trong chính quyền Tào Ngụy. Về sau, ông tiêu diệt Thục Hán, củng cố quyền lực cho Tào Ngụy cũng như quyền lực của bản thân dòng họ trong triều đình Tào Ngụy, được phong Tấn vương (晉王). Sau khi diệt Thục Hán, một năm sau thì ông qua đời. Ngụy Đế Tào Mao từng nói: "Tâm của Tư Mã Chiêu, ai nhìn cũng thấy", về sau trở thành một câu thành ngữ nổi tiếng nói về ý đồ không thể che giấu của một người.
Con trai ông là Tư Mã Viêm sau đó ép Ngụy Đế thiện nhượng, trở thành Tấn Vũ Đế, người lập ra nhà Tấn trong lịch sử Trung Quốc. Do đó, Tư Mã Chiêu được con trai truy tôn thụy hiệu là Văn hoàng đế (文皇帝), miếu hiệu Thái Tổ (太祖), gọi tắt là Tấn Văn Đế (晉文帝).

## Thân thế
Tư Mã Chiêu người huyện Ôn, quận Hà Nội (nay là huyện Ôn, tỉnh Hà Nam), là con trai thứ hai của đại thần phụ chính Tào Ngụy là Tư Mã Ý, em của Tư Mã Sư, cháu nội Kinh Triệu doãn Tư Mã Phòng thời Đông Hán.
Có cha và anh là đại thần phụ chính trong triều đình, Tư Mã Chiêu nhanh chóng thăng tiến trên quan trường. Ông từng đảm nhận các chức vụ Lạc Dương Điển nông Trung lang tướng, Tán kị Thường thị, Chinh Thục tướng quân, Nghị lang, An tây tướng quân, cầm cờ tiết điều khiển các tướng ở Quan Trung, An Đông tướng quân trấn thủ Hứa Xương, Hành Chinh đông tướng quân sự trung lãnh quân trấn thủ Lạc Dương. Khoảng thời gian đó, ông được ban tước Tân Thành Hương hầu (新城鄉侯).
Năm 254, Tư Mã Sư thấy vua Ngụy Tào Phương định lật đổ bèn phế Tào Phương lập Tào Mao. Vì việc phế lập, Trấn đông tướng quân Vô Khâu Kiệm và Thứ sử Dương châu Văn Khâm bèn cùng các tướng lĩnh vùng Dương châu khởi binh đánh Tư Mã Sư, giương cờ phò tá nhà Tào Ngụy.
Vô Khâu Kiệm dâng biểu về Lạc Dương lên Tào Mao, kể 10 tội trạng của Tư Mã Sư và đề nghị Tào Mao dùng em ông là Tư Mã Chiêu thay thế làm phụ chính, nhằm phân hóa hàng ngũ họ Tư Mã. Nhưng Tư Mã Chiêu không bị lung lạc vì tờ biểu của Vô Khâu Kiệm, ra sức giúp anh dẹp lực lượng Thọ Xuân.
Binh biến Thọ Xuân dẹp được không lâu thì Tư Mã Sư qua đời tại Hứa Xương. Khi đó Tư Mã Chiêu đang trấn thủ Lạc Dương nắm giữ hoàng đế Tào Mao, vội về Hứa Xương chịu tang anh. Tào Mao phong ông làm Vệ tướng quân, nhưng nghe tin Tư Mã Sư đã mất, Tào Mao muốn cắt bỏ quyền hành của ông nên đột ngột hạ chiếu sai ông hãy ở lại trấn thủ luôn Hứa Xương không cần về Lạc Dương, với danh nghĩa để phòng chống mặt đông nam vừa qua binh biến Thọ Xuân. Quân đội sẽ giao cho Thượng thư Phó Hỗ mang tới kinh đô.
Nhưng Chung Hội và Phó Hỗ đứng về phía Tư Mã Chiêu, hai người bàn nhau để Phó Hỗ về triều tâu việc, mặt khác vẫn để Tư Mã Chiêu lãnh quân đội rầm rộ kéo về Lạc Dương. Tào Mao biết không thể ngăn cản Tư Mã Chiêu, đành phong ông làm Đại tướng quân kế tục cha và anh làm phụ chính.

## Dẹp Gia Cát Đản
Tháng 2 năm 257, Trấn đông tướng quân Gia Cát Đản ở Thọ Xuân bất hòa với Thứ sử Dương châu là Nhạc Lâm (con Nhạc Tiến), bị Nhạc Lâm tố cáo liên kết với Đông Ngô. Tư Mã Chiêu sai Giả Sung đi Dương châu thị sát. Khi trở về, Giả Sung khuyên Tư Mã Chiêu nên triệu tập Gia Cát Đản về kinh đô Lạc Dương phong chức Tam Công. Tư Mã Chiêu nghe theo bèn nhân danh Tào Mao phát lệnh gọi Gia Cát Đản. Gia Cát Đản biết mình bị nghi ngờ, năm 257 bèn khởi binh đánh Tư Mã Chiêu nhân danh phò nhà Tào Ngụy.
Gia Cát Đản tấn công giết chết Nhạc Lâm, sau đó đề nghị vua Ngô là Tôn Lượng phát binh chi viện. Gia Cát Đản tập hợp được hơn 10 vạn quân, phía Tôn Lượng cũng phái hơn 3 vạn quân bắc tiến, dưới quyền chỉ huy của Toàn Dịch, Toàn Đoan, Vương Tộ và hàng tướng Văn Khâm.
Quân Đông Ngô sang sông rồi vội vã vào thành Thọ Xuân hội với Gia Cát Đản. Tư Mã Chiêu mang 20 vạn quân, ép Tào Mao cùng đi thân chinh để tránh binh biến ở Lạc Dương. Ông tiến đại quân đến đóng ở Thẩm Khâu thuộc Hà Nam, Trung Quốc</ref> thúc quân bao vây thành Thọ Xuân, men theo tường thành đắp 2 lớp lũy.
Hai bên giằng co trong vòng 10 tháng, từ tháng 5 năm 257 đến tháng 3 năm 258. Cháu Toàn Dịch là Toàn Huy ở Kiến Nghiệp (kinh đô Đông Ngô), vì mâu thuẫn trong nhà nên dắt mẹ cùng gia quyến vượt sông Trường Giang sang đầu hàng Tư Mã Chiêu. Thủ hạ của Tư Mã Chiêu là Chung Hội nhân đó bèn hiến kế, nhân danh anh em Toàn Huy viết thư cho Toàn Dịch, trong thư nói vua Ngô trách Toàn Dịch bất lực, định trị tội gia quyến họ Toàn, do đó Toàn Huy mới phải trốn đi hàng Tào Ngụy.
Toàn Dịch nhận thư sợ hãi, bèn mang quân ra khỏi thành đầu hàng Tư Mã Chiêu. Cùng lúc đó trong thành Thọ Xuân hết lương, Toàn Dịch và Toàn Đoan cùng nhiều tướng sĩ ra đầu hàng.
Gia Cát Đản lại nghi ngờ Văn Khâm không trung thành, bèn bắt giết Văn Khâm. Con Khâm là Văn Ương và Văn Hổ bất mãn bèn bỏ thành ra hàng Tư Mã Chiêu, ông lập tức trọng dụng hai tướng, không xét đến tội chống triều đình trước đây.
Trong thành Thọ Xuân suy kiệt, quân Tư Mã Chiêu công phá, cuối cùng hạ được thành, giết chết Gia Cát Đản, dẹp yên vùng Thọ Xuân.

## Lên Tấn công, giết thiên tử
Dẹp xong Gia Cát Đản, Tư Mã Chiêu đưa Tào Mao trở lại Lạc Dương. Ông ép Tào Mao phong mình làm Tấn công, lấy 6 quận thuộc Tinh châu và 2 quận thuộc Tư châu (Bộ Tư Lệ) làm đất phong, kiến lập Nhà Tấn trong lòng nhà Tào Ngụy, noi theo việc làm của Tào Tháo khi xưa. Tào Mao phải phong ông làm Tướng quốc, tước Tấn công (晉公), ban cửu tích. Trước sự chèn ép của Tư Mã Chiêu, Tào Mao không cam chịu.
Năm 260, Tào Mao tập hợp vài trăm đồng bộc, đánh trống hò hét ở cửa cung xông ra ngoài, muốn đánh vào phủ Tư Mã Chiêu. Quân Tào Mao tiến tới Nam Khuyết phía nam cung thành, bị Hộ quân Giả Sung là thủ hạ tin cậy của Tư Mã Chiêu mang quân ngăn cản. Tào Mao đích thân rút kiếm xung trận. Giả Sung bèn sai thủ hạ là Thái tử xá nhân Thành Tế xông lại giết chết Tào Mao.
Tư Mã Chiêu theo kế Giả Sung, làm như không biết việc giết Tào Mao, bèn bắt Thành Tế trị tội giết vua và tru di tam tộc, rồi phong Giả Sung làm An Dương hương hầu.
Sau đó Tư Mã Chiêu lập con Yên vương Tào Vũ là Tào Hoán lên ngôi, tức là Ngụy Nguyên Đế.

## DiệtThục Hán
Năm 262, Tư Mã Chiêu điều hai tướng Chung Hội, Đặng Ngải đi đánh Thục Hán. Cuối năm 263, hai tướng tiến vào đất Thục Hán, tiêu diệt được Thục Hán.
Nghi ngờ Đặng Ngải và cả Chung Hội có ý định cát cứ ở Thục Hán, lại tận dụng sự mâu thuẫn giữa họ, Tư Mã Chiêu lần lượt sai Vệ Quán, Giả Sung mang quân vào đất Thục, bản thân ông cũng khởi binh về phía tây tới Trường An để chuẩn bị đánh dẹp.
Đầu năm 264, Đặng Ngải bị bắt, Chung Hội mưu cùng hàng tướng Thục Hán là Khương Duy dấy binh chống Tư Mã Chiêu nhưng bị các tướng sĩ nước Ngụy phản đối và giết chết. Từ đó đất Thục dẹp yên, nhập vào nước Tào Ngụy. Tư Mã Chiêu sai mang vua Thục Hán là Lưu Thiện về Lạc Dương.
Ngày Kỉ Mão tháng 3 (2 tháng 5), Tư Mã Chiêu ép Tào Hoán phong mình làm Tấn vương (晉王), tăng đất phong từ 10 quận lên 20 quận, mở rộng lãnh thổ nước Tấn. Truy tôn cha Tư Mã Ý làm Tuyên vương, anh Tư Mã Sư làm Cảnh vương, chọn Tư Mã Viêm làm Vương Thế tử.

## Qua đời
Tháng 8 năm Hàm Hi thứ 2 (265), Tư Mã Chiêu làm Tấn vương được hơn 1 năm thì lâm bệnh qua đời, thọ 55 tuổi. Ông được an táng tại Sùng Dương lăng (崇陽陵). Con trưởng là Tư Mã Viêm lên nối ngôi Tấn vương, truy tôn ông làm Văn vương (文王).
Tới tháng 12 năm đó, Tấn vương Tư Mã Viêm phế truất Tào Hoán lên ngôi hoàng đế, lập ra nhà Tấn, tức là Tấn Vũ Đế. Tấn Vũ Đế truy tôn Tư Mã Chiêu là Tấn Văn Đế (晉文帝), với miếu hiệu là Tấn Thái Tổ (太祖).

## Gia đình
- Cha: Tư Mã Ý, về sau được truy phong Tuyên hoàng đế (宣皇帝).
- Mẹ: Trương Xuân Hoa, về sau được truy phong Tuyên Mục Hoàng hậu (宣穆皇后).
- Chính thất: Vương Nguyên Cơ, mẹ của Tấn Vũ Đế và các con trai tên Du, Triệu, Định Quốc, Quảng Đức và Kinh Triệu công chúa. Sau này bà được tôn làm Thái hậu, sau khi mất được truy thụy Văn Minh hoàng hậu (文明皇后).
- Thứ thất:

1. Lý Diễm (李琰), năm Thái Thủy thứ 3 (267), bái làm Tu hoa (修華).
2. Vương Tuyên (王宣), năm Thái Thủy thứ 3 (267), bái làm Tu dung (修容).
3. Từ Diễm (徐琰), năm Thái Thủy thứ 3 (267), bái làm Tu nghi (修儀).
4. Ngô Thục (吳淑), năm Thái Thủy thứ 3 (267), bái làm Tiệp dư (婕妤).
5. Triệu thị (趙氏), năm Thái Thủy thứ 3 (267), bái làm Sung hoa (充華).

- Hậu duệ:

1. Tấn Vũ Đế Tư Mã Viêm (司馬炎), mẹ Văn Minh hoàng hậu.
2. Tư Mã Du (司馬攸), tước Tề vương (齊王), ban làm con thừa tự của Tư Mã Sư, mẹ Văn Minh hoàng hậu.
3. Tư Mã Triệu (司馬兆), chết trẻ năm 10 tuổi, sau truy phong là Thành Dương Ai vương (城陽哀王), mẹ Văn Minh hoàng hậu.
4. Tư Mã Định Quốc (司馬定國), chết non năm 3 tuổi, sau truy phong là Liêu Đông Điệu Huệ vương (遼東悼惠王), mẹ Văn Minh hoàng hậu.
5. Tư Mã Quảng Đức (司馬廣德), chết non năm 2 tuổi, sau truy phong là Quảng Hán Thương vương (廣漢殤王), mẹ Văn Minh hoàng hậu.
6. Tư Mã Giám (司馬鑒; ?-297), tước Nhạc An Bình vương (樂安平王).
7. Tư Mã Cơ (司馬機), tước Yên vương (燕王).
8. Tư Mã Vĩnh Tộ (司馬永祚), chết non.
9. Tư Mã Duyên Tộ (司馬延祚), tước Nhạc Bình vương (樂平王).
10. Kinh Triệu công chúa (京兆公主), gả cho Quách Đức (郭德), mẹ Văn Minh hoàng hậu.

## Trong Tam Quốc diễn nghĩa
Trong tiểu thuyết Tam Quốc diễn nghĩa của La Quán Trung, Tư Mã Chiêu xuất hiện bên cạnh Tư Mã Ý khi cùng chống những cuộc tấn công của Gia Cát Lượng tại biên giới phía tây thời Ngụy Minh Đế.
Tư Mã Chiêu được mô tả là một quyền thần nhà Tào Ngụy, tác giả với quan điểm chống Tào Ngụy nên coi đó là sự quả báo cho con cháu Tào Tháo vì những việc làm của họ Tào với Hán Hiến Đế. Tư Mã Chiêu cũng có quan điểm giống Tào Tháo khi có người khuyên ông lấy ngôi nhà Tào Ngụy, cho rằng mình muốn theo gương Chu Văn vương Cơ Xương và Ngụy Vương Tào Tháo, để lại cơ nghiệp cho con mình chính thức giành ngôi.

## Trong trò chơi hiện đại
Tư Mã Chiêu (Sima Zhao) trở thành nhân vật điều khiển được thuộc phe Tấn (Jin) từ phiên bản Dynasty Warriors 7. Vũ khí chuyên dụng là Sword (Đao), tạo hình là 1 chàng trai trẻ, tính cách cởi mở, thân thiện, có phần phóng túng, tương phản hoàn toàn với cha mẹ và anh trai. Vì có người anh trai tài giỏi, thông minh nên anh không thích thể hiện tài năng của mình quá nhiều, nên thường bị gia đình mình nhắc nhở, trách móc. Sau khi cha và anh trai đều qua đời, Sima Zhao trở thành thủ lĩnh của phe Jin, lúc này anh mới cho mọi người thấy bản lĩnh và trí tuệ của mình.